# Mazarredia sfrictivertex
Mazarredia sfrictivertex är en insektsart som beskrevs av Deng, W.-a., Z. Zheng och S.-z. Wei 2007. Mazarredia sfrictivertex ingår i släktet Mazarredia och familjen torngräshoppor. Inga underarter finns listade i Catalogue of Life.